# Cephalotes hispaniolicus
Espèce
Cephalotes hispaniolicus est une espèce éteinte de fourmis arboricoles du genre Cephalotes,.

## Distribution
Nous ne possédons pas suffisamment de données géographiques sur l'espèce.

## Description
Comme les autres espèces du genre Cephalotes, elles sont caractérisées par l'existence de soldats spécialisés dotés d'une tête surdimensionnée et plate ainsi que des pattes plus plates et plus larges que leurs cousines terrestres. Elles peuvent ainsi se déplacer d'un arbre à un autre dans une forêt.
Les spécimens de C. hispaniolicus ont été retrouvés dans la formation géologique de La Toca, sur l'île d'Hispaniola et font partie des collections du Musée national d'histoire naturelle de Stuttgart. Ils dateraient du Burdigalien, au Miocène inférieur. L'ouvrière type de cette espèce mesurait 4,39 mm de long et avait une tête de 0,98 mm de large.

## Systématique
L'espèce Cephalotes hispaniolicus a été décrite en 1999 par l'entomologiste brésilienne Maria Lourdes de Andrade (d) dans une publication coécrite avec l'entomologiste italien Cesare Baroni Urbani (d).

## Étymologie
Son épithète spécifique, hispaniolicus, fait référence à Hispaniola.

## Publication originale
- (en) Maria L. de Andrade et Cesare Baroni Urbani, « Diversity and adaptation in the ant genus Cephalotes, past and present (Hymenoptera, Formicidae) », Stuttgarter Beiträge zur Naturkunde (B), Musée d'histoire naturelle de Stuttgart, vol. 271,‎ 29 janvier 1999, p. 1-889 (ISSN 0341-0153, lire en ligne).